# 양양군의 국회의원
양양군은 수복지구로서, 1956년 5월 15일 제3대 대통령 및 제4대 부통령 선거가 최초의 선거였다. 국회의원 선거는 1958년 5월 2일 제4대 국회의원 선거부터 실시되었다.

## 행정구역 변천
- 1945년 8월 15일 강원도 양양군
- 1945년 9월 16일 현북면·서면(신서면)·현남면이 강릉군에 편입, 양양군 폐지
- 1954년 11월 17일 강릉군 현북면·신서면(서면)을 환원하여 강원도 양양군으로 수복지구 재편
- 1963년 1월 1일 속초읍이 속초시로 승격, 죽왕면·토성면이 고성군에 환원, 명주군 현남면 환원

## 양양군의 역대 국회의원 일람
| 대수         | 이름           | 소속정당     | 임기                               | 선거구역                             | 개표결과 |
| ------------ | -------------- | ------------ | ---------------------------------- | ------------------------------------ | -------- |
| 제4대        | 이동근(李東根) | 자유당       | 1958년 5월 31일 - 1960년 7월 28일  | 양양군 일원(제17선거구)              | 보기     |
| 제5대 민의원 | 함종빈(咸鍾贇) | 민주당       | 1960년 7월 29일 - 1961년 5월 16일  | 양양군 일원(제17선거구)              | 보기     |
| 제6대        | 김종호(金鍾浩) | 민주공화당   | 1963년 12월 17일 - 1967년 6월 30일 | 속초시·양양군·고성군 일원(제7선거구) | 보기     |
| 제7대        | 김종호(金鍾浩) | 민주공화당   | 1967년 7월 1일 - 1971년 6월 30일   | 속초시·양양군·고성군 일원(제7선거구) | 보기     |
| 제8대        | 한병기(韓丙起) | 민주공화당   | 1971년 7월 1일 - 1972년 10월 17일  | 속초시·양양군·고성군 일원(제7선거구) | 보기     |
| 제9대        | 정일권(丁一權) | 민주공화당   | 1973년 3월 12일 - 1979년 3월 11일  | 속초시·양양군·인제군·고성군 일원     | 보기     |
| 제9대        | 김인기(金寅起) | 무소속       | 1973년 3월 12일 - 1978년 7월 19일  | 속초시·양양군·인제군·고성군 일원     | 보기     |
| 제10대       | 정일권(丁一權) | 민주공화당   | 1979년 3월 12일 - 1980년 10월 27일 | 속초시·양양군·인제군·고성군 일원     | 보기     |
| 제10대       | 함종빈(咸鍾빈) | 무소속       | 1979년 3월 12일 - 1980년 10월 27일 | 속초시·양양군·인제군·고성군 일원     | 보기     |
| 제11대       | 이범준(李範俊) | 민주정의당   | 1981년 4월 11일 - 1985년 4월 10일  | 강릉시·명주군·양양군 일원(제4선거구) | 보기     |
| 제11대       | 이봉모(李奉模) | 한국국민당   | 1981년 4월 11일 - 1985년 4월 10일  | 강릉시·명주군·양양군 일원(제4선거구) | 보기     |
| 제12대       | 이범준(李範俊) | 민주정의당   | 1985년 4월 11일 - 1988년 5월 29일  | 강릉시·명주군·양양군 일원(제4선거구) | 보기     |
| 제12대       | 이봉모(李奉模) | 한국국민당   | 1985년 4월 11일 - 1988년 5월 29일  | 강릉시·명주군·양양군 일원(제4선거구) | 보기     |
| 제13대       | 김문기(金文起) | 민주정의당   | 1988년 5월 30일 - 1992년 5월 29일  | 명주군·양양군 일원                   | 보기     |
| 제14대       | 김문기(金文起) | 민주자유당   | 1992년 5월 30일 - 1993년 3월 31일  | 명주군·양양군 일원                   | 보기     |
| 제14대       | 최욱철(崔旭澈) | 민주당       | 1993년 6월 12일 - 1996년 5월 29일  | 명주군·양양군 일원                   | 보기     |
| 제15대       | 송훈석(宋勳錫) | 신한국당     | 1996년 5월 30일 - 2000년 5월 29일  | 속초시·고성군·양양군·인제군 일원     | 보기     |
| 제16대       | 송훈석(宋勳錫) | 새천년민주당 | 2000년 5월 30일 - 2004년 5월 29일  | 속초시·고성군·양양군·인제군 일원     | 보기     |
| 제17대       | 정문헌(鄭文憲) | 한나라당     | 2004년 5월 30일 - 2008년 5월 29일  | 속초시·고성군·양양군 일원            | 보기     |
| 제18대       | 송훈석(宋勳錫) | 무소속       | 2008년 5월 30일 - 2012년 5월 29일  | 속초시·고성군·양양군 일원            | 보기     |
| 제19대       | 정문헌(鄭文憲) | 새누리당     | 2012년 5월 30일 - 2016년 5월 29일  | 속초시·고성군·양양군 일원            | 보기     |
| 제20대       | 이양수(李亮壽) | 새누리당     | 2016년 5월 30일 - 2020년 5월 29일  | 속초시·고성군·양양군 일원            | 보기     |
| 제21대       | 이양수(李亮壽) | 미래통합당   | 2020년 5월 30일 - 2024년 5월 29일  | 속초시·인제군·고성군·양양군 일원     | 보기     |
| 제22대       | 이양수(李亮壽) | 국민의힘     | 2024년 5월 30일 -                  | 속초시·인제군·고성군·양양군 일원     | 보기     |

## 같이 보기
- 강릉시의 국회의원
- 속초시의 국회의원
- 강원 고성군의 국회의원
- 인제군의 국회의원
- 명주군의 국회의원
- 명주군·양양군
- 속초시·고성군·양양군·인제군
- 속초시·고성군·양양군
- 속초시·인제군·고성군·양양군